# Lew Petrowitsch Gorkow
Lew Petrowitsch Gorkow (russisch Лев Петрович Горьков, englische Transliteration Lev Petrovich Gor'kov; * 14. Juni 1929 in Moskau; † 28. Dezember 2016) war ein russisch-US-amerikanischer theoretischer Physiker, der sich mit Vielteilchentheorie und insbesondere der Theorie der Supraleitung beschäftigte.

## Leben
Gorkow studierte an der Lomonossow-Universität und schloss sich dann der Theorie-Gruppe von Lew Landau an, wo er mit Alexei Abrikossow, Igor Dsjaloschinski und Issaak Chalatnikow an Problemen der theoretischen Festkörperphysik arbeitete. 1960 erhielt er den russischen Doktortitel (Habilitation) in Leningrad. Danach war er am Landau-Institut für Theoretische Physik in Tschernogolowka bei Moskau tätig, wo er stellvertretender Direktor wurde. 1991 und 1992 war er Gastprofessor an der University of Illinois at Urbana/Champaign und war danach Professor an der Florida State University und Mitglied von deren National High Magnetic Field Laboratory in Tallahassee.
Gorkow war einer der Pioniere der Anwendung quantenfeldtheoretischer Methoden in der Festkörperphysik, die er insbesondere in der Theorie der Supraleitung anwandte (während gleichzeitig Spartak Beljajew die Methoden auf Supraflüssigkeiten anwandte) und dort die BCS-Theorie in eine elegante und gleichzeitig praktikable Form brachte. Er untersuchte damit räumlich inhomogene Supraleiter, entwickelte eine mikroskopische Begründung der Ginsburg-Landau-Theorie, untersuchte den Einfluss von Störstellen und Nichtgleichgewichtsphänomene in der Supraleitung. Mit seinen Kollegen vom Landau-Institut Abrikossow und Dzyaloshinsky verfasste er ein Standardlehrbuch über quantenfeldtheoretische Methoden in der Theorie kondensierter Materie.
Gorkow war seit 1966 korrespondierendes und seit 1987 Vollmitglied der Russischen Akademie der Wissenschaften. 1966 erhielt er den Leninpreis und 1988 den Landau-Preis. 2004 erhielt er mit Spartak Beljajew die Feenberg-Medaille für seine Pionierarbeit zur Supraleitung, die weit über die originale BCS-Theorie hinausging durch seine unabhängige Entwicklung und Anwendung des revolutionären Konzepts des anomalen Propagators, die zur Standardformulierung auf diesem Gebiet wurde (Laudatio). 1991 erhielt er den John Bardeen Prize. 1997 wurde er Fellow der American Physical Society. Seit 2005 war er Mitglied der National Academy of Sciences und seit 1991 auswärtiges Mitglied der American Academy of Arts and Sciences. Er war seit 1992 Ehrendoktor der University of Illinois, seit 1989 der City University of New York und erhielt 1999 den Alexander-von-Humboldt-Forschungspreis für „Senior US Scientists“.